# Prix Mergier-Bourdeix
Le prix Mergier-Bourdeix est un prix scientifique décerné par l'Académie des sciences « alternativement dans le ressort de la division des sciences mathématiques et physiques, sciences de l'univers et leurs applications, et dans celui de la division des sciences chimiques, biologiques, médicales et leurs applications, à un jeune chercheur français se consacrant à des recherches fondamentales n'ayant aucun but lucratif, ne visant pas d'application immédiate et dont les résultats révèlent des dons exceptionnels ». Le prix ne peut être qu'exceptionnellement divisé. Il a été créé en 1987.
Le prix tient son nom de Paul Louis Mergier et Suzanne Bourdeix.

## Liste des lauréats
- 2024 - Gwendal Fève, professeur à Sorbonne Université, laboratoire de physique de l’ENS
- 2023 - Emmanuel Dormy, directeur de recherche CNRS au département de mathématiques et applications à l’École normale supérieure.
- 2021 - Pascale Senellart, physicienne, directrice de recherche CNRS au Centre de nanosciences et de nanotechnologies (CNRS/Université Paris-Saclay) ;
- 2019 - Slava Rychkov, professeur de physique théorique à l'IHES et à l'École Normale Supérieure[2] ;
- 2018 - Damien Baigl, professeur à l'École Normale Supérieure, Département de chimie, laboratoire PASTEUR[3] ;
- 2017 - Olivier Pouliquen, directeur de recherche au CNRS, directeur du laboratoire IUSTI à Marseille ;
- 2015 - Lluis Quintana-Murci, directeur de recherche au CNRS, directeur de l’unité « Génétique évolutive humaine » à l’Institut Pasteur à Paris[4] ;
- 2013 - Sylvia Serfaty, professeure de mathématique à l'université Pierre-et-Marie-Curie, Paris et Pierre Vanhove[5], docteur ès sciences, ingénieur au CEA de Saclay ;
- 2011 - Vincent Artero, chercheur au CEA, Laboratoire de Chimie et Biologie des Métaux de Grenoble[5] ;
- 2009 - Alessandro Morbidelli, directeur de recherche au CNRS à l’Observatoire de la Côte d'Azur, laboratoire Cassiopée ;
- 2008 - Guido Kroemer, directeur de recherche à l’INSERM à l’Institut Gustave-Roussy à Villejuif ;
- 2005 - Terence Strick, chargé de recherche au CNRS à l’Institut Jacques-Monod à Paris ;
- 2004 - Hugues de Thé, professeur de biochimie à l’université Denis Diderot à Paris ;
- 2002 - Fabrice Bethuel, professeur à l’université Pierre-et-Marie-Curie à Paris ;
- 2001 - Emiliana Borrelli, directeur de recherche à l’INSERM à l’IGBMC à Illkirch ;
- 2000 - Christophe Salomon, directeur de recherche au CNRS au département de physique de l'École normale supérieure à Paris ;
- 1999 - Mireille Blanchard-Desce, directeur de recherche au CNRS au département de chimie de l’École normale supérieure à Paris ;
- 1998 - Claude Jaupart,  professeur à l’université Denis-Diderot (Paris 7) à l’Institut universitaire de France et chef du service de volcanologie de l’IPGP ;
- 1997 - Anne Dejean-Assémat, directeur de recherche à l’INSERM, unité de recombinaison et expression génétique à l’Institut Pasteur à Paris ;
- 1996 - Jean-Loup Waldspurger, directeur de recherche au CNRS à l’université Denis-Diderot à Paris ;
- 1995 - Didier Roux, directeur de recherche au CNRS au Centre de recherche Paul-Pascal à Pessac ;
- 1994 - Jean-Pierre Demailly, professeur à l’Institut universitaire de France et à l’université Joseph-Fourier à Grenoble ;
- 1993 - Marc-André Delsuc, directeur de recherche au CNRS à l’université de Montpellier ;
- 1992 - Jean Dalibard, directeur de recherche au CNRS au département de physique à l’École normale supérieure à Paris ;
- 1992 - Jean Weissenbach, chef d’unité à l’Institut Pasteur à Paris ;
- 1990 - Thibault Damour, professeur à l’IHES ;
- 1989 - François Mathey, professeur à l’École polytechnique ;
- 1988 - Jean Écalle, directeur de recherche au CNRS[5].